# も〜いいかい?
『も〜いいかい?』（もーいいかい）は、東京少年の5枚目のアルバム。発売元はビクターエンタテインメント。

## 概要
- 自身初のベストアルバムとなった。

## 収録曲
1. Shy Shy Japanese
作詞：笹野みちる、作曲：水上聡
2. プレゼント
作詞：笹野みちる、作曲：手代木克仁
3. ホント?モット!ズット!!
作詞：笹野みちる、作曲：水上聡
4. 君の歌に僕をのせて -inner version-
作詞：笹野みちる、作曲：手代木克仁
5. GO! GO! HARAPPA 〜全ては僕らの間にあること〜
作詞・作曲：笹野みちる
6. 陽のあたる坂道で -remix version-
作詞：笹野みちる、作曲：手代木克仁
7. トビキリの朝
作詞・作曲：笹野みちる
8. どっかいっちゃった
作詞・作曲：笹野みちる
9. 針とパズル
作詞・作曲：笹野みちる
10. コギト・エルゴ・スム
作詞：笹野みちる、作曲：中村英夫
11. ワンス・アポン・ア・タイム
作詞：笹野みちる、作曲：水上聡&笹野みちる
12. ムーミン
作詞・作曲：笹野みちる
13. ジョギングシンガー
作詞・作曲：笹野みちる
14. れんがの学校 -remix version-
作詞・作曲：笹野みちる
15. ハイスクールデイズ
作詞・作曲：笹野みちる